# Кальма
Кальма́ (рос. Кальма) — село у складі Ульчського району Хабаровського краю, Росія. Входить до складу Тирського сільського поселення.

## Населення
Населення — 84 особи (2010; 140 у 2002).
Національний склад (станом на 2002 рік):
- нівхи — 61 %